# كارول كول
كارول كول (بالإنجليزية: Carroll Cole) هو قاتل متسلسل أمريكي، ولد في 9 مايو 1938 في سيوكس سيتي في الولايات المتحدة، وتوفي في 6 ديسمبر 1985 في Nevada State Prison ‏ في الولايات المتحدة بسبب حقنة قاتلة.